# سیارک ۲۸۸۲
سیارک ۲۸۸۲ (به انگلیسی: 2882 Tedesco، نامگذاری:1981OG) دو هزار و هشتصد و هشتاد و دومین سیارک کشف شده‌است که در ۲۶ ژوئیه ۱۹۸۱ کشف شد.
قدر مطلق سیارک برابر ۱۱٫۹۰ است.